# Hybogaster giganteus
Hybogaster giganteus — єдиний вид грибів монотипового роду Hybogaster монотипової родини Hybogasteraceae. Вид відомий лише з південного Чилі, де утворює мікоризу (ймовірно, ектомікоризу) з деревами роду Nothofagus.
Рольф Зінгер описав вид, як гастероїдний трутовик з амілоїдними спорами. Хоча в науковій літературі вид згадується часто, з часів описання майже не було нових його знахідок, і тому не існує жодних молекулярних даних стосовно цього виду.